# Henry Needham
Henry Needham, britanski general, * 1876, † 1965.